# معماری در انگلستان

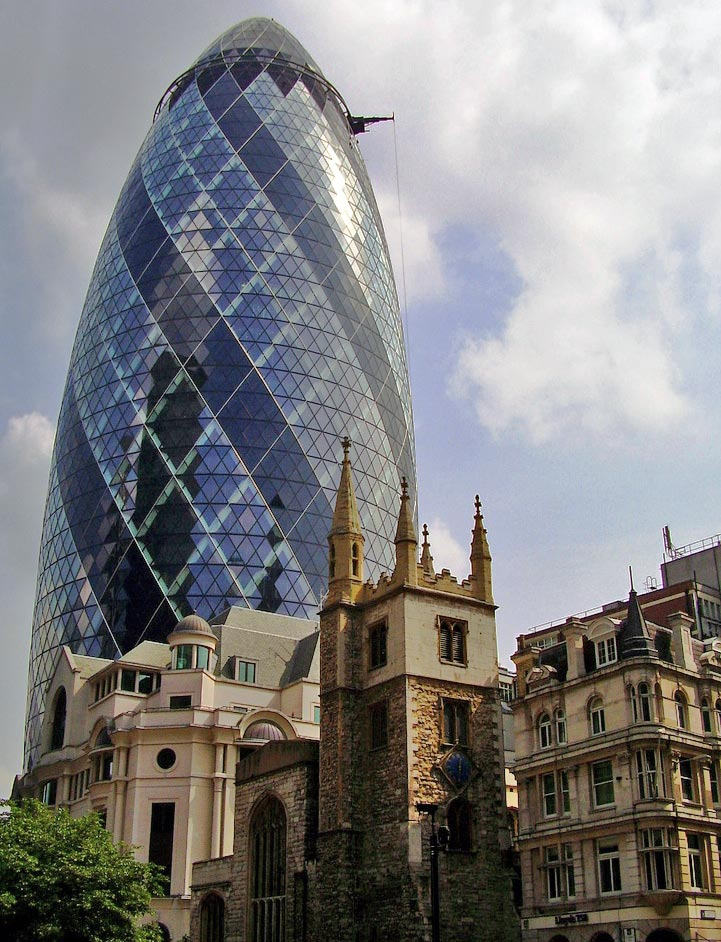
تبر سنت ماری ۳۰ اثر معمار بریتانیایی نورمن فاستر در سال ۲۰۰۴

معماری انگلستان (انگلیسی: Architecture of England)، مشتمل بر معماری مدرن انگلیسی و دوران طلایی پادشاهی انگلستان است و اغلب شامل بناهایی است که تحت تأثیر فرهنگ یا معماران انگلیسی در سایر نقاط جهان تسری یافته‌است. به ویژه در مستعمرات امپراتوری بریتانیا و بعدها در اتحادیه کشورهای مشترک‌المنافع.

## نگارخانه

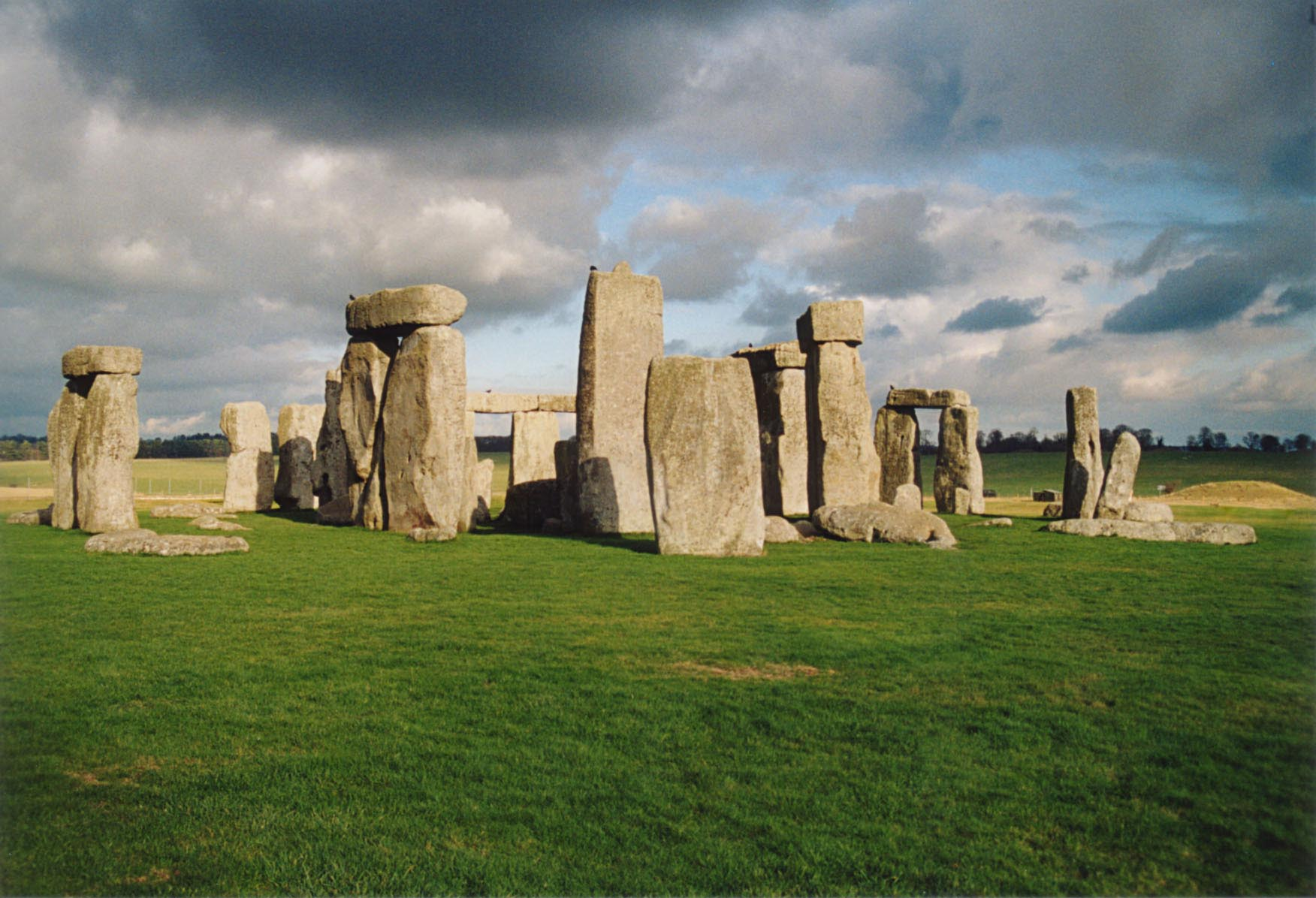
زوایه پهن از پشت استون هنج
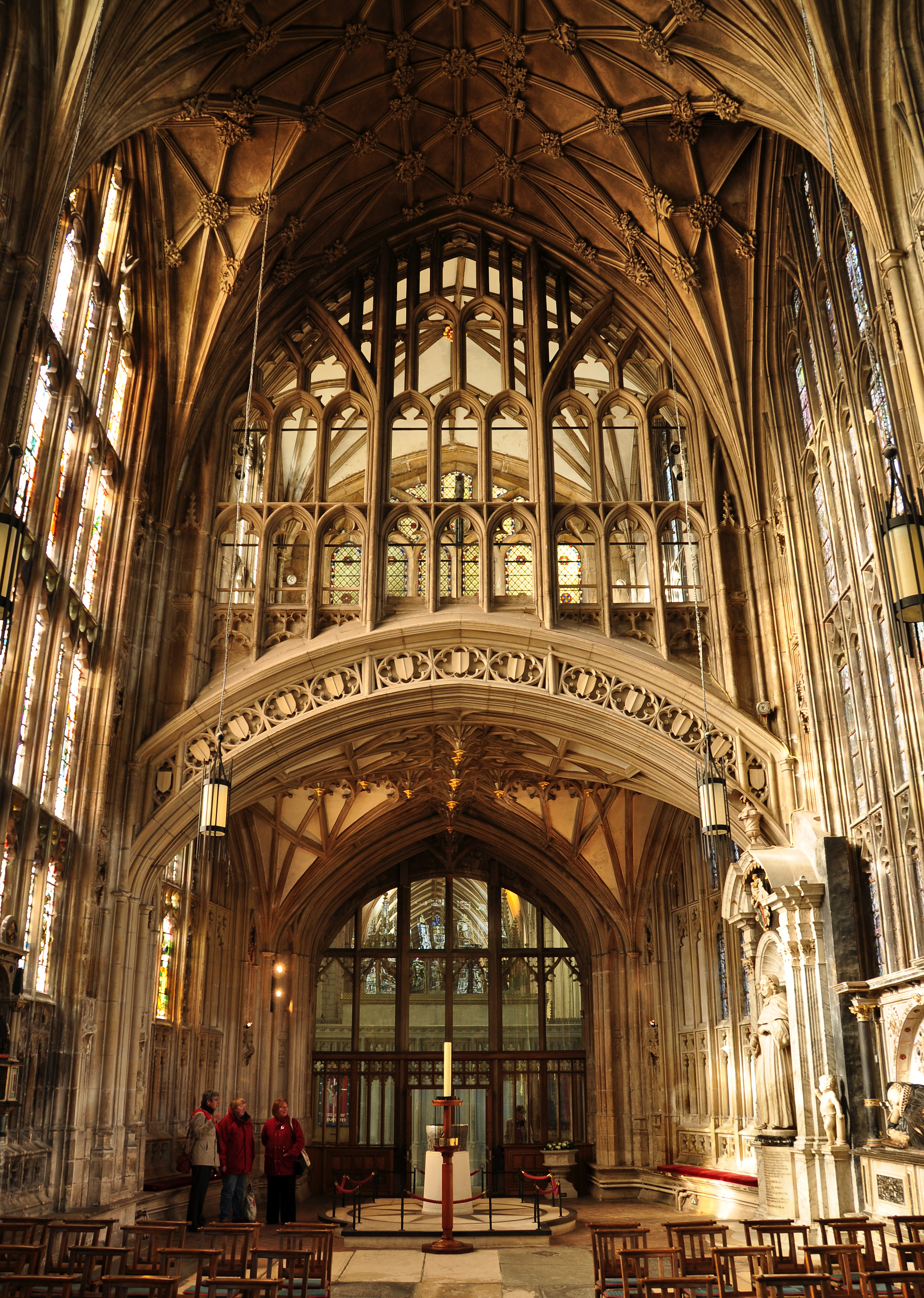
کلیسای جامع گلوستر
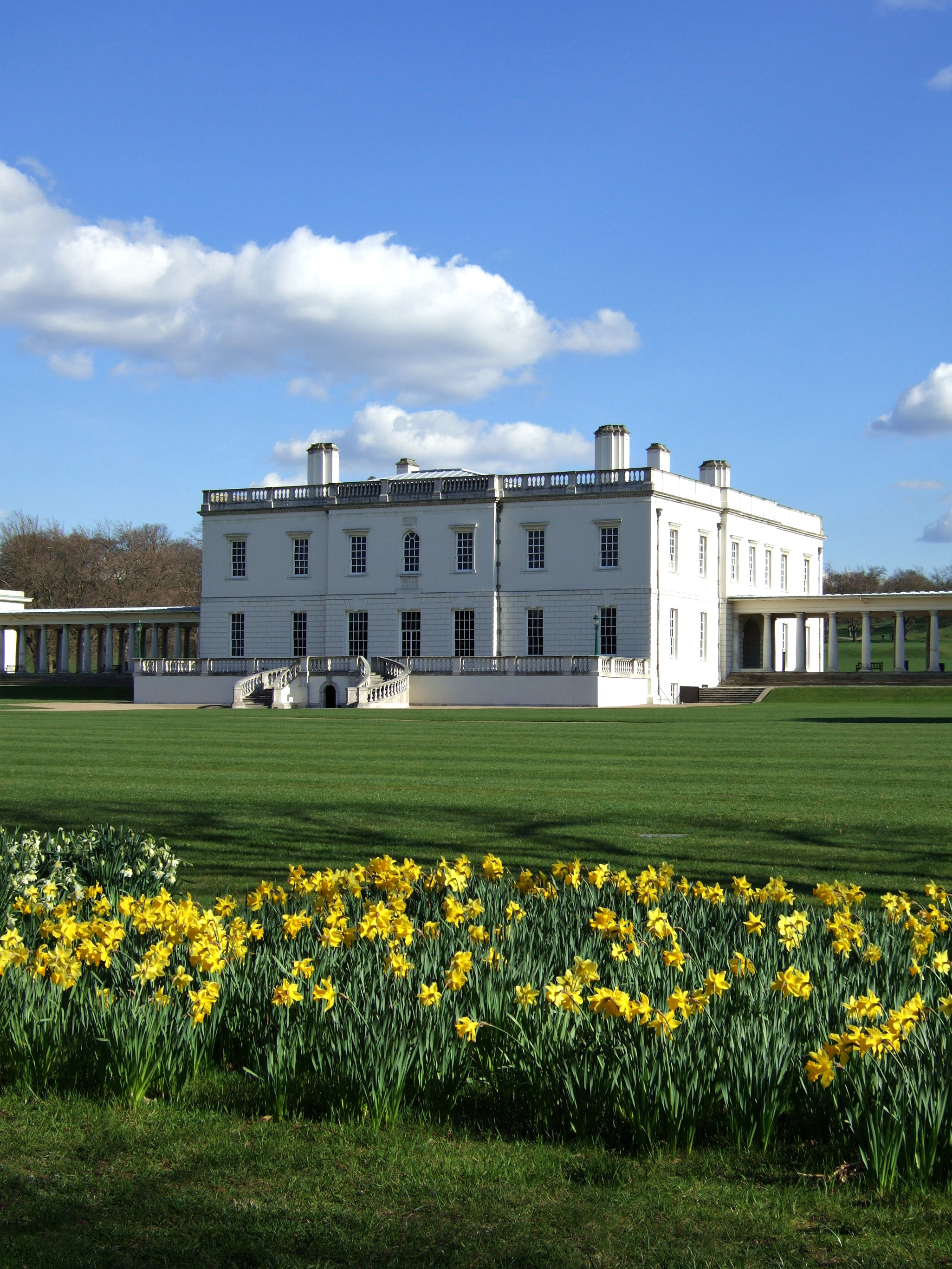
کوئینز هاوس در سال ۲۰۰۶
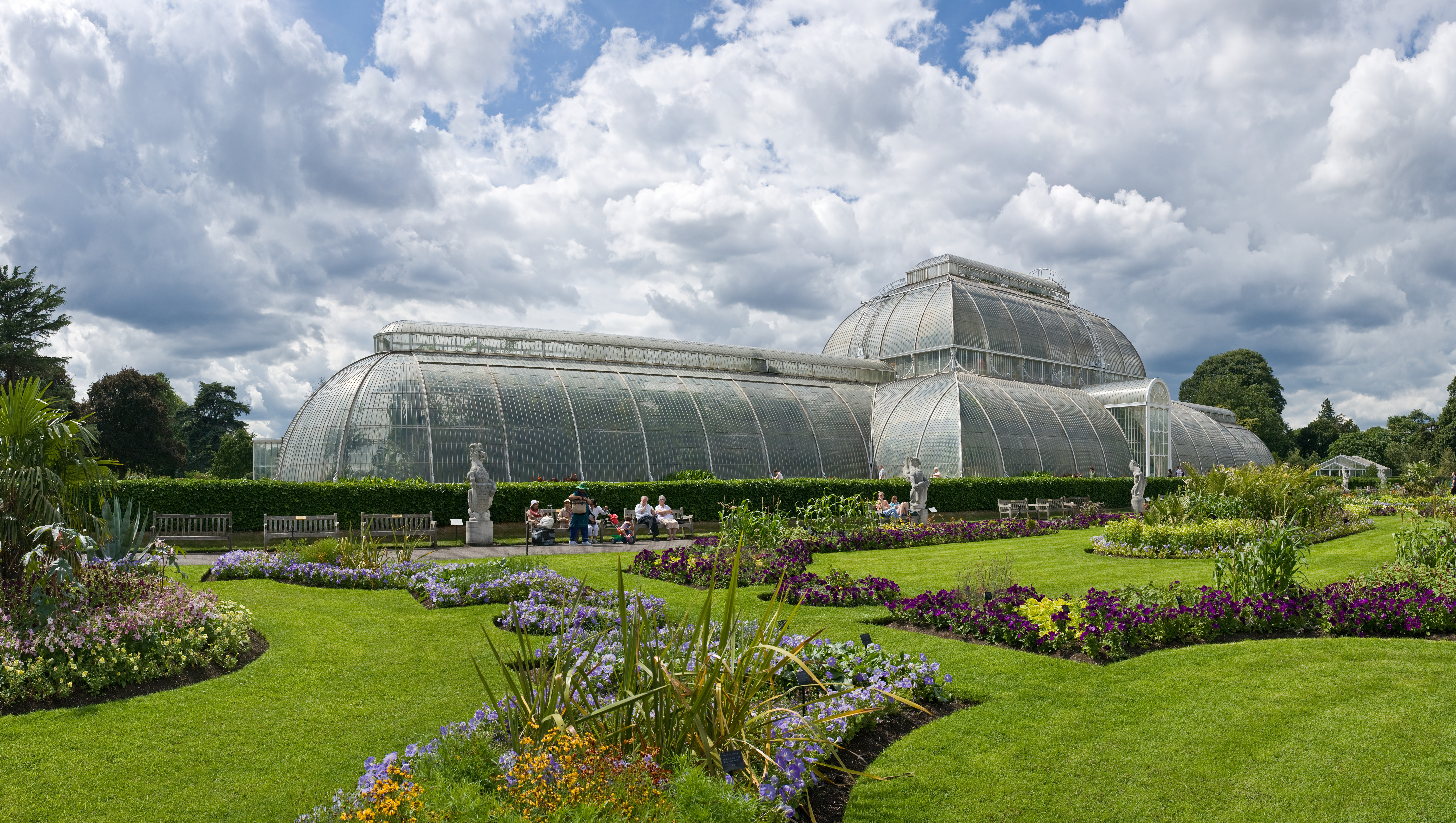
باغ‌های گیاه‌شناسی پادشاهی، کیو در لندن در جولای سال ۲۰۰۹
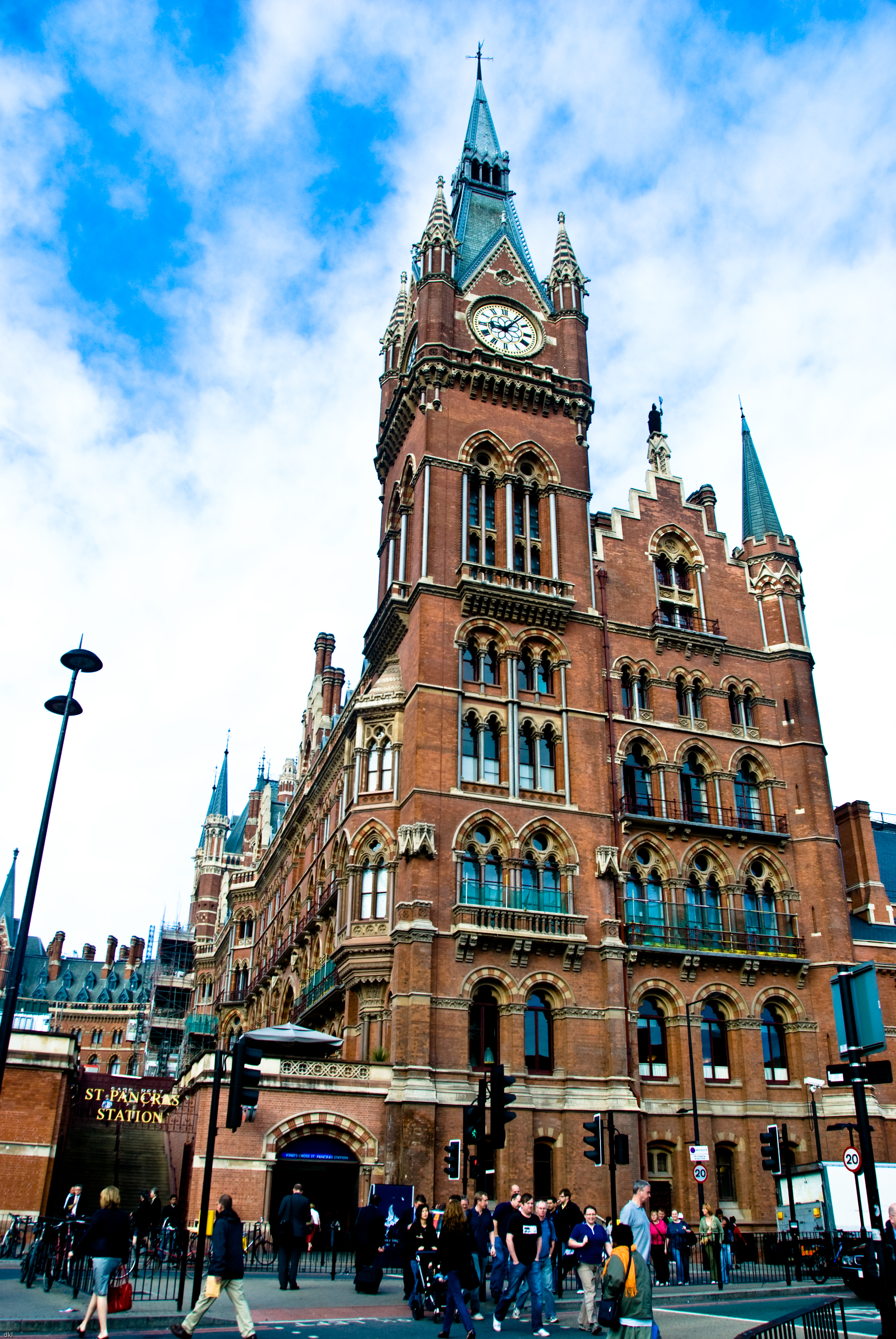
ایستگاه راه آهن سنت پانکراس
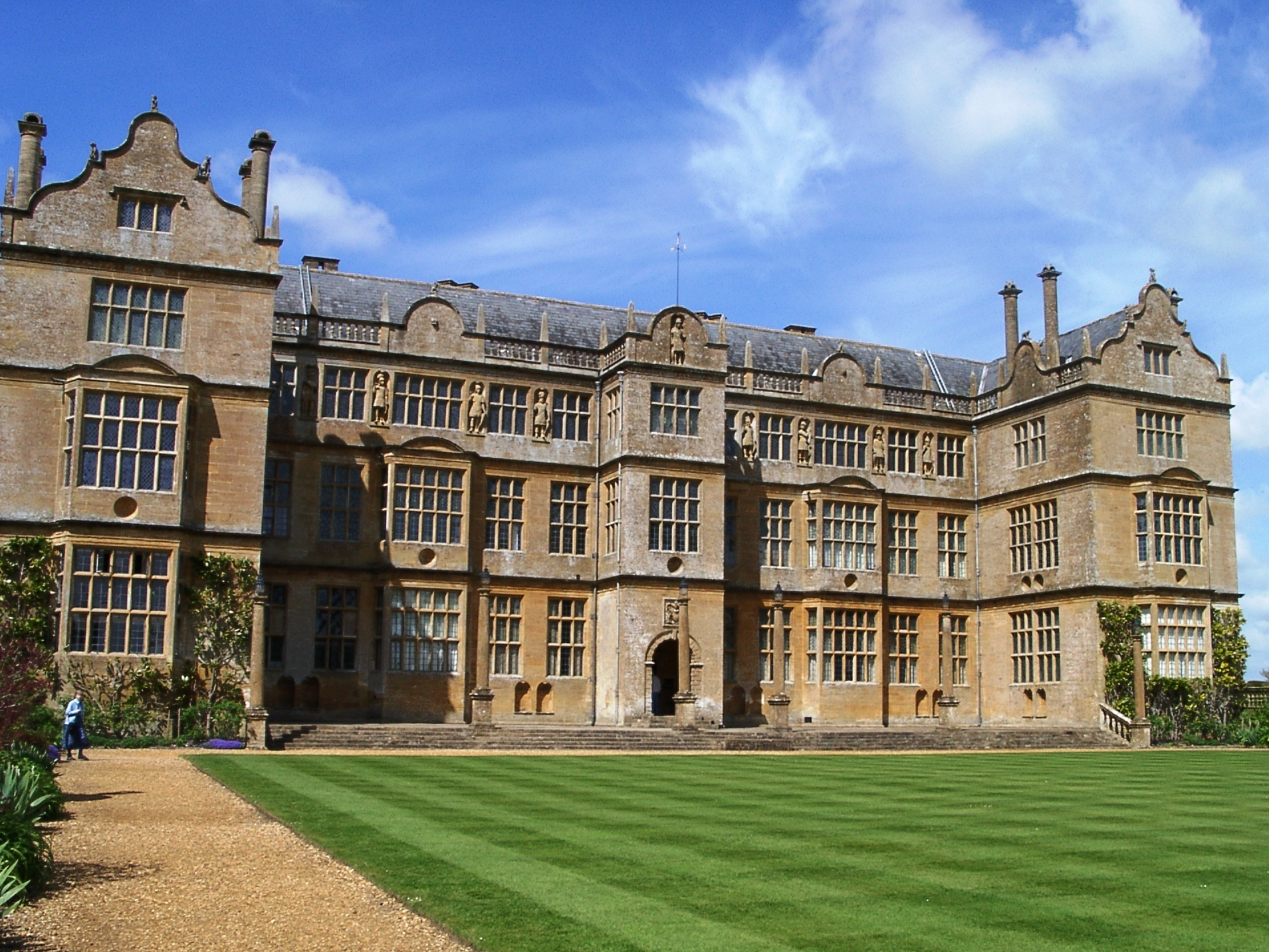
خانه مونتاکوت در آوریل در سال ۲۰۰۳